# چاگروواتس
چاگروواتس (به صربی: Čagrovac) یک روستا در صربستان است که در Gadžin Han واقع شده‌است.